# Ghimirelle
Ghimirelle (ou guimirelle) é um prato de origem italiana, que remonta aos tempos da Magna Grécia.
Na Antiguidade, na região da Puglia, a então aldeia "Polimnia" já abrigava pastores de cabritos porcos e ovelhas. O ghimirelle era  muito consumido pelos pobres, que utilizavam partes de animais que os ricos dispensavam, como o fígado do cabrito e as vísceras de porco..
A partir de 1895, imigrantes italianos trouxeram para Brasil - para a Rua do Carmo, São Paulo - a imagem do seu padroeiro, São Vito. Em 1918, o grupo de imigrantes fundou a Associação São Vito e passou a realizar uma vez por ano a festa do seu padroeiro, evento que inclui as tradicionais ghimirelles.